# بياتريكس كامبل
بياتريكس كامبل (بالإنجليزية: Beatrix Campbell)‏ هي صحفية وكاتِبة بريطانية، ولدت في 3 فبراير 1947 في كارلايل في المملكة المتحدة.

## وصلات خارجية
- الموقع الرسمي